# École libre des hautes études

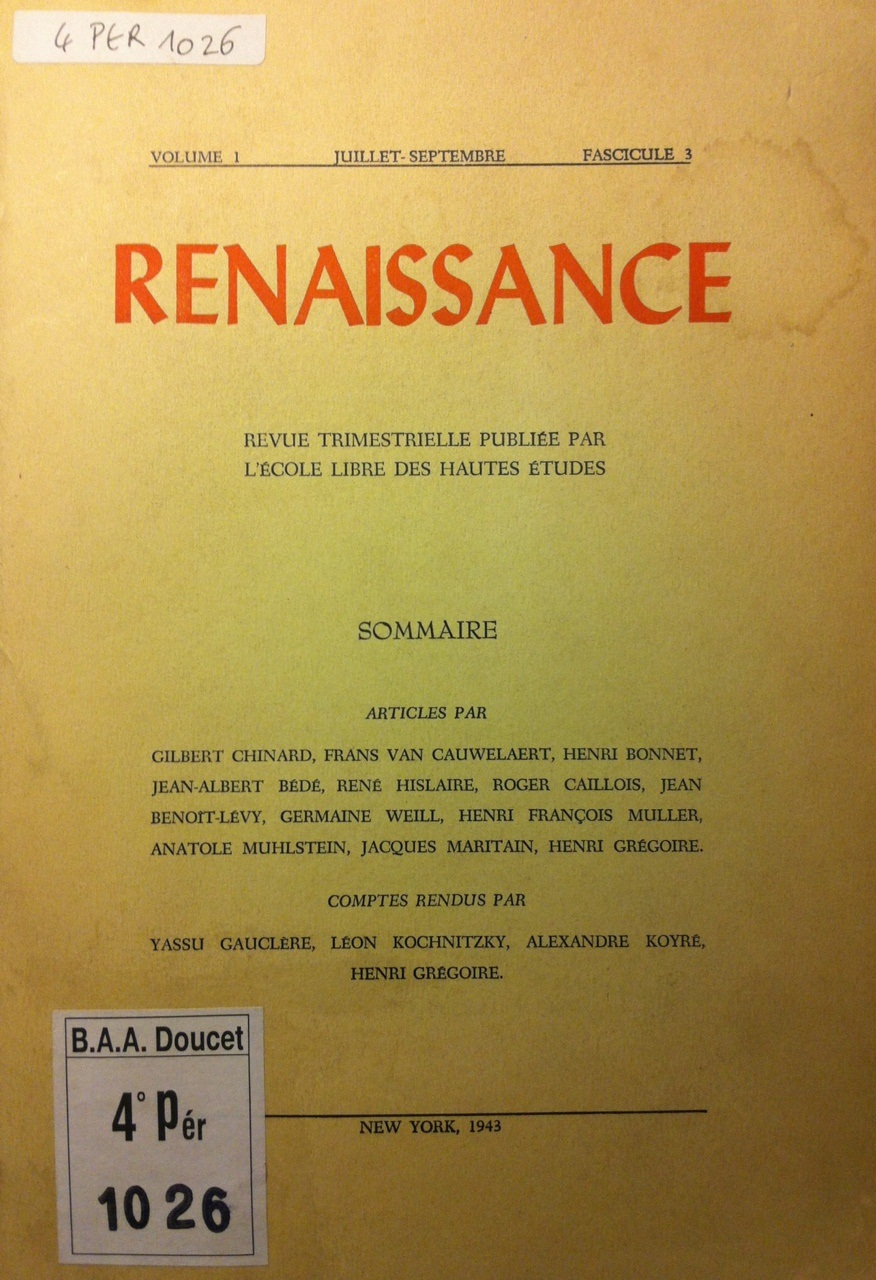
Revue "Renaissance" publiée par l'École libre des hautes études (1943-1945)

L'École libre des hautes études, a été fondée début 1942 à New York, par des universitaires français en exil, issu de l'École pratique des hautes études (EPHE), comme instrument de résistance intellectuelle, en vue d'accueillir les intellectuels fuyant l'Europe. Elle était financée par la Fondation Rockefeller, et située 24 West 12th Street, non loin des bâtiments de la New School of Social Research, dirigée par Alvin Johnson (1874-1971). Elle abritait également la Société de l'histoire de la Révolution française (Boris Mirkine-Guetzevitch).
Ses membres fondateurs comprenaient Gustave Cohen, Henri Focillon (président d'honneur), Jacques Maritain. L'historien des sciences Alexandre Koyré en était le secrétaire général. Parmi les chercheurs accueillis, on comptait notamment Élias Bikerman, Guilbert Boris, Michel Gorlin, le linguiste Roman Jakobson, Vladimir Jankélévitch, l'anthropologue Claude Lévi-Strauss, Henri Lévy-Bruhl, Alfredo Mendizabal, Alexander Nicholson, Robert Mosse, Roger Picard - qui en est exclu pour antigaullisme -, André Philip, Jean Wahl, Raymond Warnier.
Elle publiait une revue trimestrielle, Renaissance, dirigée par Henri Grégoire et Alexandre Koyré. 
Son bureau scientifique comprenait des membres de l'Institut de biologie physico-chimique: Pierre Augier, Théophile Cahn, Nine Choucroun, Boris Ephrussi, André Mayer, Francis Perrin et Louis Rapkine
Après-guerre, les chercheurs qui l'avaient fréquentée ont contribué à créer à Paris, l'École des hautes études en sciences sociales, qui maintient des liens étroits avec la New School new-yorkaise.